# Agârbiceanu
Agârbiceanu, Agîrbiceanu:
- Ion Agârbiceanu (1882, Cenade (Szászcsanád, Csanád), comitatul Alba de Jos (Alsó-Fehér) – 1963, Cluj), un scriitor, ziarist român
- Ion I. Agârbiceanu (1907, Bucium (Bucsum, Bucsony), comitatul Alba de Jos – 1971, Cluj), un fizician român, fiul lui Ion Agârbiceanu.